# Budweiser Budvar
Budweiser, Budweiser Budvar, Budvar, Bud eller Budějovický Budvar är olika namn för öl från bryggeriet Budějovický Budvar i České Budějovice (ty: Budweis) i Tjeckien.

## Historia
Bryggeriet Budějovický Budvar grundades 1895. 2002 gjorde man comeback på den nordamerikanska marknaden efter 62 års frånvaro. En lång rättslig strid om rätten till varumärket Budweiser med den amerikanska bryggerijätten Anheuser-Busch resulterade i att man inte får använda sig av namnet Budweiser på den nordamerikanska marknaden. I USA och Canada heter den därför Czechvar.
I Sverige används namnet Budvar Budejovicky. Det karakteriseras som ett öl av pilsnertyp, tjeckisk stil.